# Santa Casa de Misericórdia de Manaus
A Santa Casa de Misericórdia de Manaus é uma entidade filantrópica brasileira sediada na cidade de Manaus, capital do estado do Amazonas. A Irmandade de Misericórdia foi fundada em 1872 e seu prédio atual inaugurado em 1880.
Reconhecida em 1938 como entidade filantrópica, a Santa Casa foi declarada de utilidade pública federal, pelo Decreto-Lei 1.276 de junho de 1962. Seu prédio é tombado como patrimônio histórico do município de Manaus, por meio da Lei n. 4.811.
Por mais de 120 anos serviu a população como hospital de caráter filantrópico e destaca-se pelo valor arquitetônico de seu prédio. Foi desativada em 2004 por falta de verba e dívidas trabalhistas acumuladas. Em  2019 o prédio da Santa Casa de Misericórdia de Manaus foi leiloado e arrematado pelo Instituto Metropolitano de Ensino (Ceuni-Fametro).

## História

### Irmandade de Misericórdia, construção e inauguração
Em 1872, surge a Irmandade de Misericórdia, época em que o Barão de São Domingos assumiu a presidência da província. O novo presidente transformou a Casa de Caridade em Hospital de Caridade, cujo ato foi consumado, em virtude de se apurar por meio de extensos relatórios, que o hospital não mantinha seus custos com digna austeridade.
Em 12 de maio de 1870 a construção do edifício da Santa Casa de Misericórdia foi autorizada pela Lei provincial n. 202. O terreno onde se encontra essa instituição pia tem o seu histórico no Livro n. 3 de Contratos, às páginas 161 a 174 e 177 a 187. Foi desapropriado em 7, 13, 14 e 17 de janeiro de 1873 aos senhores João Manoel de Souza Coelho, João de Deus Liberal Pereira da Silva, Hermenegildo de Souza Barbosa, Catarina Maria Rodrigues, Rosa Maria da Conceição, Manoel José Cardoso e Francisco Soares Raposo. O custo foi de dois mil setecentos e oitenta e cinco cruzeiros (Cr$ 2.785,00).
Informa o livro Tombo às páginas 49 que até 1900 a construção do edifício estava em quinhentos e quarenta e oito mil, duzentos e vinte e oito cruzeiros e sessenta e seis centavos (Cr$ 548.228,66). Na administração do governador Antônio Constantino Nery, levantou-se o muro da Rua Dez de Julho. O custo das obras se elevou a setecentos e sessenta e cinco mil, quatrocentos e noventa e dois cruzeiros e noventa e dois centavos (Cr$ 765.492,92). Ao ser feito o livro Tombo de 1925, o edifício estava avaliado em um milhão, trezentos mil cruzeiros (Cr$ 1.300.000,00).
O atual prédio da Santa Casa de Misericórdia foi entregue à Irmandade de Misericórdia em 16 de maio de 1880, após dez anos de construção, com capacidade para 80 leitos, pelo então Presidente da província Domingos Monteiro Peixoto, Barão de São Domingos, que transformou a Casa de Caridade em Hospital de Caridade.
Reconhecida em 12 de setembro de 1938 como entidade filantrópica, a Santa Casa foi declarada de utilidade pública federal, pelo Decreto-Lei 1.276 de junho de 1962. Seu prédio é considerado patrimônio importante, tombado como patrimônio histórico do município de Manaus, por meio da Lei n. 4.811.

### Crise financeira, dívidas e fechamento
Após encerrado o convênio que mantinha com o Governo do Estado do Amazonas em 1998, a Santa Casa de Manaus entrou em grave crise financeira, muitos funcionários ficaram sem receber.
Em seus últimos anos de funcionamento, a Santa Casa teve que ser socorrida por segmentos da indústria e do comércio para não fechar as portas. Em 7 de dezembro de 2004 foi fechada e suas dívidas seguiram acumuladas por 15 anos.

### Leilão e arremate
Em 3 de junho de 2019 a Justiça Federal do Amazonas determinou o leilão da Santa Casa de Manaus para a quitação de dívidas públicas e trabalhistas.
O leilão da Santa Casa foi realizado em 21 de novembro de 2019 no Fórum de Justiça Ministro Henoch da Silva. O prédio da Santa Casa de Misericórdia de Manaus foi arrematado pelo valor de R$ 9,3 milhões em leilão judicial. O bem estava avaliado em R$ 15,8 milhões e foi arrematado pela empresa Instituto Metropolitano de Ensino (Ceuni-Fametro).
O imóvel, uma vez adquirido pelo arrematante, vai ter destinação que lhe aprouver. Obviamente, o tombamento realizado deverá ser respeitado. Vale registrar que o imóvel é tombado pelo IPHAN (Instituto do Patrimônio Histórico e Artístico Nacional) e pelo município de Manaus, de modo que suas fachadas e toda a estrutura arquitetônica, de relevante conteúdo histórico, deverão ser preservadas por quem quer que seja. Certamente, isso será objeto de fiscalização pelos Ministérios Públicos Federal e Estadual.— Antônio Lúcio, assessor jurídico do Ceuni-Fametro.

## Arquitetura
O edifício da Santa Casa de Misericórdia de Manaus é um dos símbolos da arquitetura manauara gerada pelas riquezas da borracha. Conta com imponente salão nobre, os espaços de seu jardim, estruturas luxuosas em suas paredes, centro cirúrgico, maternidade, capela em estilo gótico, seus pátios revestidos de pisos importados, apartamentos espaçosos e de grande altura, com um pé direito acima de 6 metros, confortáveis, com uma entrada adequada, ainda hoje, para a movimentação de veículos que circulam sem perturbação no estacionamento frontal.